# Benjamin Donnelly
Benjamin Donnelly (Ajax, 22 augustus 1996) is een Canadese langebaanschaatser. Hij geldt anno 2017 als een van de grootste talenten van Canada. Dit dankt hij mede aan het winnen van wereldtitels bij de junioren in 2016 in Changchun.

## Persoonlijke records
| Afstand    | Tijd    | Datum             | Baan    |
| ---------- | ------- | ----------------- | ------- |
| 500 meter  | 35,87   | 19 maart 2016     | Calgary |
| 1000 meter | 1.09,69 | 26 november 2016  | Calgary |
| 1500 meter | 1.45,22 | 19 maart 2017     | Calgary |
| 3000 meter | 3.45,45 | 25 september 2015 | Calgary |
| 5000 meter | 6.16,60 | 1 december 2017   | Calgary |

(laatst bijgewerkt: 21 maart 2017)

## Resultaten
| Jaar | WK Allround             | WK Afstanden              | Olympische Spelen          | Wereldbeker          | WK Junioren                              |
| ---- | ----------------------- | ------------------------- | -------------------------- | -------------------- | ---------------------------------------- |
| 2013 |                         |                           |                            |                      | NC30 (27e, 23e, 27e, -) 8e achtervolging |
| 2014 |                         |                           |                            |                      | 17e (25e, 19e, 14e, 17e)                 |
| 2015 |                         |                           |                            |                      | 10e (27e, 14e, 29e, 11e) 9e massastart   |
| 2016 |                         | achtervolging             |                            | 34e 1500m 45e 5k/10k | · (13e, , ) · massastart · achtervolging |
| 2017 | NC17 (13e, 13e, 17e, -) | DQ 1500m 4e achtervolging |                            |                      |                                          |
| 2018 |                         |                           | 31e 1500m 7e achtervolging | 35e 1500m 27e 5k/10k |                                          |

(#, #, #, #) = afstandspositie op juniorentoernooi (500m, 1500m, 1000m, 5000m) of op allroundtoernooi (500m, 5000m, 1500m, 10000m).
NC30 = niet gekwalificeerd voor de laatste afstand, maar wel als 30e geklasseerd in de eindrangschikking
DQ = diskwalificatie voor bepaalde afstand